# Finer Feelings
Finer Feelings è un brano musicale della cantante australiana Kylie Minogue, pubblicato nel 1992 come singolo estratto dal suo quarto album in studio Let's Get to It. La canzone è stata scritta e prodotta da Mike Stock e Pete Waterman.

## Tracce
CD
1. Finer Feelings (Brothers in Rhythm 7" mix) – 3:47
2. Finer Feelings (Brothers in Rhythm 12" mix) – 6:47
3. Finer Feelings (original mix/album version) – 3:55
4. Closer (The Pleasure Mix)

Cassetta
1. Finer Feelings (Brothers in Rhythm 7" mix) – 3:47
2. Closer (edit)

7"
1. Finer Feelings (Brothers in Rhythm 7" mix) – 3:47
2. Closer (edit)

12"
1. Finer Feelings (Brothers in Rhythm 12" mix) – 6:47
2. Closer (The Pleasure Mix)